# Чёрная банда (группа художников)

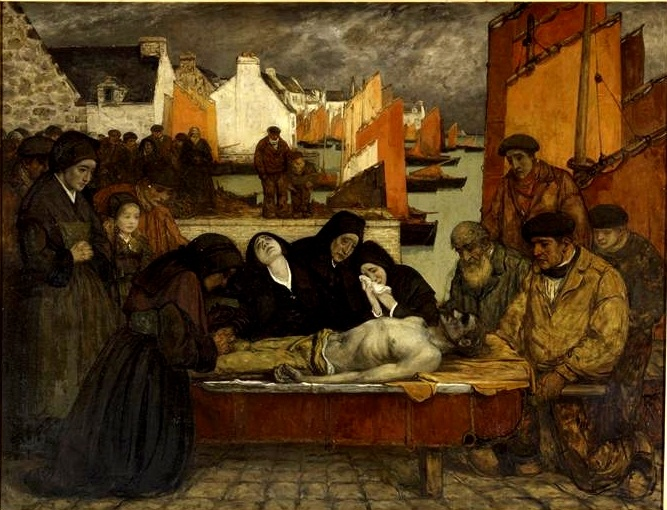
Ш. Котте. В стране моря. Боль, или жертвы моря. Между 1908 и 1909. Холст, масло. Музей Орсе, Париж

«Живописцы Чёрной банды» (фр. Les peintres de la Bande noire) — группа французских художников-живописцев конца XIX века, противопоставивших своё искусство модной салонной живописи. Они отвергли светлые, приятные для глаза тона и демонстративно пользовались тёмными красками. Отсюда название, парадоксально ассоциирующееся с «чёрной бандой» времён Великой французской революции.
Это была группа из пяти художников: Шарль Котте, Андре Доше, Рене Менар, Люсьен Симон, Рене-Ксавье Прине. Название возникло после того, как Шарль Котте выставил картину под названием «Похороны» в Парижском салоне 1894 года. Художники группы демонстративно использовали тёмные цвета для выражения меланхолии, строгости и грубости повседневной жизни. Колоритом они надеялись привлечь внимание к суровой жизни персонажей своих картин: моряков, грузчиков, простых рабочих, писали также портреты вдов, нищих и бродяг, сцены похорон и непритязательные пейзажи без искусственных прикрас.
Художники вдохновлялись реализмом Гюстава Курбе, Поля Сезанна. Однако живопись «чёрной банды» была разнообразна. Если Котте оставался верен суровому вдохновению, находя его в засушливых холмах Испании, то Симон также писал прекрасные портреты («Автопортрет», 1909, Музей Лиона) и многое другое, импрессионистические интимные сцены (Вечерняя беседа, 1902, Стокгольм). Андре Доше изображал в основном однообразные побережья и пустоши («Les Brûleurs de goémon», 1898, Музей Мулен), в то время как Рене Менар создавал исторические пейзажи («Premières Étoiles», 1899, Музей Лиона) и большие буколические декорации поэтически безмятежной эпохи («Золотой век», 1909, Париж, панели, написанные для юридического факультета, переданы на хранение в 1970 году, в настоящее время находятся в Музее Орсе).
В 1899 году «чёрные художники» вместе с Аман-Жаном, Прине и братьями Сальо участвовали в деятельности «Нового общества живописцев и скульпторов» (фр. Société nouvelle de peintres et de sculpturers) в галерее Жоржа Пети в Париже. Значительная часть произведений живописцев «Чёрной банды» представлены в Музее изящных искусств Кемпера (Бретань, Северная Франция), который в 1981 и 1984 годах последовательно организовывал выставки работ Люсьена Симона и Шарля Котте.
В музее Пти-Пале (Париж) хранится большой эскиз коллективного портрета группы, написанный Люсьеном Симоном в 1899 году, приобретенный Питтсбургским музеем, но позднее погибший в результате несчастного случая.
Художники «чёрной банды» своим творчеством оказывали влияние на иностранных художников, таких как англичанин Фрэнк Брэнгвин или испанец Игнасио Сулоага.